# Motril
Motril (spanskt uttal: [moˈtɾil]) är en stad och kommun i provinsen Granada i den autonoma regionen Andalusien i södra Spanien. Staden ligger vid Medelhavet, cirka 48 kilometer söder om Granada. Kommunen har 59 632 invånare (2024), på en yta av 103,31 km².